# Gregorio Preti
Gregorio Preti, (Taverna, Italia 1603 - Roma,1672): pintor del barroco italiano del siglo XVII.
Natural de Taverna, en Calabria, sus padres fueron Cesare e Innocenza Schipani. Su papel artístico quedó ensombrecido durante mucho tiempo por la relevancia de su famoso hermano menor, Matías.
Fue alumno de el Españoleto (Spagnoletto) y luego de Domenichino, maestro de Giacinto Brandi y de Mattia Prati, su hermano ". Se deduce que si Gregorio estaba censado en Roma en 1624, habría llegado a tiempo para asistir a la "Academia Domenichino" antes de que éste marchara a Nápoles en 1630. Y ya desde 1632, y durante cuarenta años, perteneció a la Academia Pontifícia de Bellas Artes y Literatura Virtuosa del Panteón (Accademia di S. Luca e della Congregazione dei Virtuosi al Pantheon).
En Roma, probablemente la protección de los Aldobrandini, señores de Rossano en Calabria, fomentó su relación con importantes coleccionistas. Entre 1632 y 1636 vivió con su hermano para quien fue un poco maestro en perjuicio de su propia carrera.
Se le atribuyen un Jesús disputando con los doctores, Londres, National Gallery; Escena en una taberna, Roma, Club Oficial de las Fuerzas Armadas de Italia, Palazzo Barberini; Cuatro lienzos para la colección Gabrielli, ahora en Roma, Palazzo Taverna, en los que oscila entre el clasicismo y la tentación de adaptarse a la moda Caravagio, asumido con mayor fuerza por su prometedor hermano. Después de 1640, se convirtió en el imitador más fiel de su hermano menor; Participó en obras como Los desposorios de la Virgen (Grosio, S. Giuseppe, 1642-44); un Apostolado (incompleto y repartido entre el obispado de Nepi y la catedral de S. Maria Assunta en Sutri); Pilatos se lava las manos (Roma, Centro Congressi Rospigliosi); la flagelación de Cristo (Roma, el hospital S. Giovanni Calibita); la Madonna della Purità (Taverna, S. Domenico). En cambio, es del todo suya la Madonna della Provvidenza (Taverna, S.Domenico, hacia 1632) y en Roma, sede del negocio familiar junto con Matías; un San Flavio para la iglesia de San Pantaleón y un San Carlos dando limosna para San Carlo ai Catinari (1652); En las cuentas de Marcantonio Colonna, 5º príncipe de Paliano, se registra un pago (1651) a favor de ambos hermanos para una serie de pinturas, de las cuales ocho del propio Gregorio, entre ellas, El rapto de Europa, de Proserpina y de Ganimedes (Roma, Galleria Pallavicini).
Después de marchar su hermano de Roma, Gregorio se mantuvo fiel al ideario de Domenichino y, en la segunda mitad del siglo XVII, ejecutó un David y Goliat y El regreso del hijo pródigo para la catedral de Fabriano, y un San Nicolás en éxtasis y el Milagro de San Nicolas para la iglesia de San Nicolás (S. Nicolò) en Fabriano también; para Taverna también pintó el Extasis de Santa Teresa de Ávila, en la iglesia de Santa Bárbara,  y San Martín obispo y cuatro santos en la iglesia de San Martín (S. Martino)). Finalmente, según Filippo Titi (1674, p.429), hizo en Roma un San Antonio de Padua con el Niño Jesús para la iglesia de San Rocco a Ripetta, renovada en 1663. 
Casó con Santa Duchetti en 1668, viuda de L'Aquila, teniendo como testigo al pintor Giacinto Brandi. Murió en Roma el 25 de enero de 1672.
Aunque no alcanzó la fama de su hermano, logró ser considerado un "pintor de renombre", próximo al clasicismo barroco.